# She'll Have to Go
Pour plus de détails, voir Fiche technique et Distribution.
She'll Have to Go est un film britannique réalisé par Robert Asher, sorti en 1962.

## Fiche technique
- Titre : She'll Have to Go
- Réalisation : Robert Asher
- Scénario : John Waterhouse d'après la pièce de Ian Stuart Black
- Photographie : Jack Asher
- Montage : Gerry Hambling
- Musique : Philip Green
- Pays d'origine :  Royaume-Uni
- Format : Noir et blanc - Mono
- Genre : Comédie
- Date de sortie : 1962

## Distribution
- Bob Monkhouse : Francis Oberon
- Alfred Marks : Douglas Oberon
- Hattie Jacques : Miss Richards
- Anna Karina : Toni
- Dennis Lotis : Gilbert
- Graham Stark : Arnold
- Clive Dunn : Chemist
- Peter Butterworth : Docteur